# Odile Mallet
Odile Mallet, née Odile Antoinette Brunet le 31 mai 1930 à Alençon, est une actrice et metteur en scène française.
Elle est la sœur jumelle de la comédienne Geneviève Brunet et la veuve du comédien Jean Davy, sociétaire de la Comédie-Française.
Elle fut élève au lycée Molière (Paris).

## Filmographie

### Cinéma
- 1956 : C'est arrivé à Aden de Michel Boisrond : Elizabeth
- 1979 : La Gueule de l'autre de Pierre Tchernia
- 1987 : La Rumba de Roger Hanin
- 1995 : La Cité des enfants perdus de Marc Caro et Jean-Pierre Jeunet : la Pieuvre
- 2004 : Narco de Tristan Aurouet et Gilles Lellouche

### Télévision
- 1968 : Au théâtre ce soir : Le Système Deux de Georges Neveux, mise en scène René Clermont, réalisation Pierre Sabbagh, Théâtre Marigny
- 1972 : Au théâtre ce soir : Un mari idéal d'Oscar Wilde, mise en scène Raymond Rouleau, réalisation Pierre Sabbagh, Théâtre Marigny
- 1976 : Au théâtre ce soir : La Sainte Famille d'André Roussin, mise en scène Georges Vitaly, réalisation Pierre Sabbagh, Théâtre Édouard VII
- 1977 : Au théâtre ce soir : La Fessée de Jean de Létraz, mise en scène Jacques Mauclair, réalisation Pierre Sabbagh, Théâtre Marigny
- 1977 : Recherche dans l'intérêt des familles de Philippe Arnal
- 1977 : Les Folies Offenbach, épisode Le Train des cabots de Michel Boisrond
- 1979 : Othello, d'Yves-André Hubert (TV) : Emilia
- 1979 : Au théâtre ce soir : Un jour j'ai rencontré la vérité de Félicien Marceau, mise en scène Raymond Gérôme, réalisation Pierre Sabbagh, Théâtre Marigny
- 1980 : Au théâtre ce soir : La Queue du diable d'Yves Jamiaque, mise en scène Michel Roux, réalisation Pierre Sabbagh, Théâtre Marigny
- 1983 : Les Nouvelles Brigades du Tigre de Victor Vicas, épisode Les fantômes de Noël de Victor Vicas
- 2010 : La Belle Endormie de Catherine Breillat

## Théâtre

### Comédienne
- Thomas More de Jean Anouilh, Odile Mallet/Jean Davy
- Judith de Jean Giraudoux, Odile Mallet/Jean Davy
- La Jalousie de Sacha Guitry
- 1955 : Témoin à charge d'Agatha Christie, mise en scène Pierre Valde, Théâtre Edouard VII
- 1956 : L'Ombre de Julien Green, mise en scène Jean Meyer, Théâtre Antoine
- 1957 : La Maison de Bernarda Alba de Federico García Lorca, mise en scène Maurice Jacquemont, Théâtre de l'Ambigu
- 1958 : La Mouche bleue de Marcel Aymé, mise en scène Claude Sainval, Théâtre des Célestins
- 1959 : La Tête des autres de Marcel Aymé, mise en scène André Barsacq, Théâtre de l'Atelier
- 1959 : Soleil de minuit de Claude Spaak, mise en scène Daniel Leveugle, Théâtre du Vieux-Colombier
- 1960 : Attila de Corneille, mise en scène Jean Serge, Festival de Barentin
- 1962 : Victor ou les Enfants au pouvoir de Roger Vitrac, mise en scène Jean Anouilh et Roland Piétri, Théâtre de l'Ambigu
- 1963 : Victor ou les Enfants au pouvoir de Roger Vitrac, mise en scène Jean Anouilh et Roland Piétri, Théâtre de l'Athénée
- 1964 : La Preuve par quatre de Félicien Marceau, mise en scène de l'auteur, Théâtre de la Michodière
- 1966 : La Preuve par quatre de Félicien Marceau, mise en scène de l'auteur, Théâtre des Célestins
- 1966 : Électre de Sophocle, mise en scène Silvia Monfort, Théâtre des Mathurins
- 1966 : Becket ou l'Honneur de Dieu de Jean Anouilh, mise en scène de l'auteur et Roland Piétri, Théâtre Montparnasse
- 1966 : L'Ordalie ou la Petite Catherine de Heilbronn d'Heinrich von Kleist, mise en scène Jean Anouilh et Roland Piétri, Théâtre Montparnasse
- 1969 : Un jour j'ai rencontré la vérité de Félicien Marceau, mise en scène André Barsacq, Théâtre des Célestins
- 1970 : Ne réveillez pas Madame de Jean Anouilh, mise en scène de l'auteur et Roland Piétri, Comédie des Champs-Élysées
- 1972 : Tu étais si gentil quand tu étais petit de Jean Anouilh, mise scène Jean Anouilh & Roland Piétri, Théâtre Antoine
- 1973 : Ce formidable bordel ! d'Eugène Ionesco, mise en scène Jacques Mauclair, Théâtre Moderne
- 1976 : Monsieur Chasse ! de Georges Feydeau, mise en scène Robert Dhéry, Théâtre de l'Atelier
- 1976 : Chers Zoiseaux de Jean Anouilh, mise en scène Jean Anouilh et Roland Piétri, Comédie des Champs-Élysées
- 1978 : La Culotte de Jean Anouilh, mise en scène Jean Anouilh & Roland Piétri, Théâtre de l'Atelier
- 1978 : Hôtel particulier de Pierre Chesnot, mise en scène Raymond Rouleau, Théâtre de Paris
- 1980 : La musique adoucit les mœurs de Tom Stoppard, mise en scène Robert Dhéry, Théâtre de la ville
- 1980 : Siegfried de Jean Giraudoux, mise en scène Georges Wilson, Théâtre de la Madeleine
- 1980 : La Mémoire courte d'Yves Jamiaque, mise en scène Jean-Luc Moreau, Théâtre de la Madeleine
- 1981 : Arsenic et vieilles dentelles de Joseph Kesselring, mise en scène Jacques Rosny, Théâtre de la Madeleine
- 1981: Pat et Sarah de Bernard Da Costa,mise en scène de Monique Mauclair, au Théâtre du Marais
- 1982 : L'Alouette de Jean Anouilh, mise en scène Mario Franceschi, Théâtre de la Madeleine
- 1983 : Amphitryon 38 de Jean Giraudoux, mise en scène Odile Mallet et Geneviève Brunet, Festival de Bellac
- 1983 : Le roi se meurt d'Eugène Ionesco, mise en scène Jacques Mauclair, Théâtre du Marais
- 1984 : Sodome et Gomorrhe de Jean Giraudoux, mise en scène Odile Mallet et Geneviève Brunet, Festival de Bellac
- 1985 : La guerre de Troie n’aura pas lieu de Jean Giraudoux, mise en scène Odile Mallet et Geneviève Brunet, Festival de Bellac
- 1985 : Le Sexe faible d'Édouard Bourdet, mise en scène Jean-Laurent Cochet, Théâtre Hébertot
- 1986 : Siegfried de Jean Giraudoux, mise en scène Odile Mallet et Geneviève Brunet
- 1987 : Le Secret d'Henri Bernstein, mise en scène Andréas Voutsinás, Théâtre Montparnasse
- 1988 : Électre de Jean Giraudoux, mise en scène Odile Mallet et Geneviève Brunet, Festival de Bellac
- 1989 : Électre de Jean Giraudoux, mise en scène Odile Mallet et Geneviève Brunet, Festival de Bellac
- 1990 : Tessa, la nymphe au cœur fidèle adaptation Jean Giraudoux d'après Basil Dean et Margaret Kennedy, mise en scène Odile Mallet et Geneviève Brunet, Festival de Bellac
- 1990 : Un suédois ou rien de Laurence Jyl, mise en scène Jean-Luc Moreau, Théâtre Fontaine
- 1990 : Trois ¨partout de Ray Cooney et Tony Hilton, adaptation Jean Poiret, mise en scène de Pierre Mondy, Théâtre des Variétés
- 1991 : Pour Lucrèce de Jean Giraudoux, mise en scène Odile Mallet et Geneviève Brunet
- 1994 : La Folle de Chaillot de Jean Giraudoux, mise en scène Jean-Luc Tardieu, Maison de la Culture de Loire-Atlantique Nantes
- 1994 : La Présentation d'Emmanuel Rongiéras d'Usseau, mise en scène Alain Rosset, Théâtre Mouffetard
- 1999 : Frédérick ou le boulevard du crime d'Éric-Emmanuel Schmitt, mise en scène Bernard Murat, tournée
- 1999 : Britannicus de Racine, mise en scène Jean-Luc Jeener, Théâtre du Nord-Ouest
- 2000 : Les Fausses Confidences de Marivaux, mise en scène Gildas Bourdet, La Criée, Théâtre Hébertot en 2001
- 2000 : Judith de Jean Giraudoux, mise en scène Odile Mallet et Geneviève Brunet, Festival de Bellac
- 2006 : Pygmalion de George Bernard Shaw, mise en scène Nicolas Briançon, Théâtre Comedia
- 2006 : Henry VI de William Shakespeare, mise en scène Lionel Fernandez, Théâtre du Nord-Ouest
- 2008 : La Barque sans pêcheur d'Alejandro Casona, mise en scène Odile Mallet et Geneviève Brunet (extrait et présentation)
- 2008 : Pure apparence... de Benoît Marbot, mise en scène de l'auteur, Théâtre Montansier
- 2009 : Les Justes d'Albert Camus, mise en scène Odile Mallet et Geneviève Brunet, Théâtre du Nord-Ouest
- 2011 : Les Bonnes de Jean Genet, mise en scène Serge Gaborieau, Armel Veilhan, Théâtre du Lucernaire
- 2012 : Les Larmes amères de Petra von Kant de Rainer Werner Fassbinder, mise en scène Philippe Calvario, Théâtre de l'Athénée-Louis-Jouvet

### Metteur en scène
- 2003 : L'Apollon de Bellac et L'Impromptu de Paris de Jean Giraudoux, mise en scène avec Geneviève Brunet, Théâtre du Nord-Ouest
- 2005 : La Cuisine des anges d'Albert Husson, mise en scène avec Geneviève Brunet, Théâtre de Nesle
- 2006 : Pour Lucrèce de Jean Giraudoux, mise en scène avec Geneviève Brunet, Théâtre 14 Jean-Marie Serreau
- 2006 : Agence Casting de Betty Moore, mise en scène avec Geneviève Brunet, Théo Théâtre
- 2008 : Les Chaises d'Eugène Ionesco, mise en scène avec Geneviève Brunet, Théâtre Essaïon
- 2011 : Les Mains sales de Jean-Paul Sartre, mise en scène avec Geneviève Brunet, Théâtre du Nord Ouest
- 2012 : Électre, L'Apollon de Bellac et L'Impromptu de Paris de Jean Giraudoux, mise en scène avec Geneviève Brunet, Théâtre du Nord Ouest
- 2013 : Les Imposteurs de Betty Moore, mise en scène avec Geneviève Brunet, Théo-Théâtre